# Joseph Marie Terray
Joseph Marie Terray (ur. 9 grudnia 1715 w Boën, zm. 18 lutego 1778 w Paryżu) – francuski polityk, generalny kontroler finansów (22 XII 1769 – 24 VIII 1774) i minister floty (24 XII 1770 – 9 IV 1771) we Francji Ludwika XV.
Gdy w 1736 roku ksiądz Terray został doradcą parlamentu paryskiego od spraw religii, nabrał rzetelnej wiedzy o finansach publicznych. Kanclerz Ludwika XV René Nicolas de Maupeou zwrócił na niego uwagę i w grudniu 1769 roku uczynił generalnym kontrolerem finansów. Terray zastał skarb państwa w katastrofalnym deficycie (odziedziczonym po królu Ludwiku XIV), którego mimo licznych prób nie udało się przezwyciężyć. Francja, będąca czołową potęgą polityczną, militarną i kulturalną Europy, znajdowała się w stałym kryzysie płatniczym.
Wkrótce, gdy minister SZ Étienne-François de Choiseul snuł w 1770 plany wojny przeciw Wielkiej Brytanii, Terray przekonał go, że Francja nie ma na to dość funduszów. Terray próbował uleczyć finanse państwa przez przymusowe pożyczki na rzecz państwa w zamian za bony rządowe wydawane wierzycielom. Polityka ta spowodowała protesty i szlachty, co zmusiło kanclerza Maupeou do rozwiązania parlamentów i pozbawienia ich władzy politycznej (w 1771), tak by można było przeprowadzić dalsze reformy.
Terray zreformował podatek dwudziestnicę (20. grosza), czyli słynną vingtième (5% dochodu) i pogłówne – capitation oraz wynegocjował lepsze warunki generalnej dzierżawy podatków – Ferme générale, jednak wprowadzone przez niego ograniczenia wolnego handlu zbożem spowodowały protesty w całym kraju. Jego wrogowie nazwali ustawę Terraya „Paktem Głodu” (Pacte de famine). Po 1774, gdy władzę przejął Ludwik XVI dwór ulegając presji przeciwników odwołał zarówno Maupeau, jak i Terraya.